# Rio Coxá
O Rio Cochá é um curso de água do estado de Minas Gerais, Brasil. É um afluente da margem direita do rio Carinhanha e, portanto, um subafluente do rio São Francisco.
Sua nascente se localiza no município de Bonito de Minas, próxima do limite com o município de Januária. Apresenta 160 km de extensão e drena uma área de 3155 km². Banha as cidades de Montalvânia, Cônego Marinho e de Juvenília, onde tem sua foz no Rio Carinhanha.